# Movimiento Patriótico Manuel Rodríguez
El Movimiento Patriótico Manuel Rodríguez (MPMR) es un movimiento político y social de extrema izquierda fundado por exmilitantes del Frente Patriótico Manuel Rodríguez (FPMR), quienes se habían escondido de la organización y de su apego a la lucha armada para derrocar a la dictadura cívico-militar ya en 1987. En 2015 sus miembros formaron un partido político llamado Frente Popular, colectividad que tuvo reconocimiento legal entre 2016 y 2017.

## Historia
El FPMR participó en actos en contra de la dictadura militar de Augusto Pinochet. El más famoso de ellos fue el atentado contra Augusto Pinochet en 1986.
Luego del retorno a la democracia, un grupo se aparta del FPMR para formar el Movimiento Patriótico Manuel Rodríguez. También fue fraccionado en pequeños grupos como el Frente Patriótico Lautaro e Identidad Rodriguista (IR, 2002).
El 2003 pasó a ser parte del pacto Juntos Podemos Más. Pacto que abandona luego que el Partido Comunista de Chile llamara a votar en segunda vuelta de las Elecciones presidenciales por la Concertación, traicionando así la declaración de principios que mantenía en ese tiempo el Juntos Podemos Más.
El MPMR mantuvo contactos con las Fuerzas Armadas Revolucionarias de Colombia, según lo reconoció su dirigente Marcos Riquelme.
Al igual que el FPMR, llevan el nombre del prócer independentista chileno Manuel Rodríguez Erdoíza, el cual fue conocido como un revolucionario del grupo de «los exaltados» a principios del siglo XIX, tiempos en los que se forjaba la independencia de Chile. Según las leyendas Manuel Rodríguez abrió la puerta del coche al Gobernador Marcó del Pont, pese a que se ofrecía una recompensa por su captura, por estos y otros acontecimientos del prócer, tanto el Frente Patriótico como el Movimiento Patriótico llevan su nombre, considerándose «continuadores de la lucha independentista de los pueblos».

## Partido político
El 3 de agosto de 2015 el movimiento creó el partido político Frente Popular (FP), con el fin de presentar candidatos en las elecciones municipales de 2016 y parlamentarias de 2017. Dicho partido fue inscrito oficialmente en la Región de Coquimbo el 26 de febrero de 2016.
Según su declaración de principios se definen como «patriotas y antiimperialistas, por ende latinoamericanistas» y defienden el «bolivarismo». Formó junto al Partido Igualdad y otros movimientos de izquierda la coalición Pueblo Unido, con la cual presentó candidatos a alcalde y concejales para las elecciones municipales de 2016. La sede del partido se encontraba en avenida Brasil 658, Santiago, y su directiva está compuesta por Marco Riquelme García (presidente), Roberto Muñoz Albuerno (secretario general) y Owana Madera Mac-Killroy.
El 14 de abril de 2017 el partido solicitó su inscripción legal en las regiones de Atacama y Valparaíso, con el fin de mantener la legalidad —producto de las modificaciones a la Ley de Partidos Políticos— estando constituido en tres regiones contiguas. Al no cumplir con los requisitos mínimos para su reconocimiento legal, el Servel anunció el 27 de abril de 2017 que el partido sería disuelto.